# Georg Florey
Georg Robert Florey (* 20. März 1882 in Püchau; † 22. Juli 1973 in Salzgitter) war ein deutscher Verwaltungsjurist.

## Leben
Er besuchte das Gymnasium in Wurzen und studierte danach Rechtswissenschaften an der Universität Leipzig. Danach war er Referendar am Königlichen Amtsgericht Olbernhau. Als solcher promovierte Georg Florey an der Juristischen Fakultät der Universität Leipzig 1904 zum Dr. jur. Das Thema seiner Inaugural-Dissertation lautete Die Verwendungsansprüche des Besitzers nach dem deutschen Bürgerlichen Gesetzbuch. In Dresden erhielt er noch vor dem Ersten Weltkrieg eine Ministerialstelle, wo er zum Geheimen Regierungsrat ernannt wurde. Nach Kriegsende setzte er den Staatsdienst fort und war u. a. als staatlicher Vertreter für die Organisation der vier Jahresschauen deutscher Arbeit auf dem städtischen Ausstellungsgelände in Dresden in den Jahren 1922 bis 1925 zuständig. Er war Ministerialrat im Sächsischen Ministerium für Wirtschaft und Arbeit.
Am 4. Dezember 1933 nahm er an der Weihe der „Volkskanzlerbrücke“ in Elsterberg teil, die im Rahmen der Arbeitsbeschaffungsmaßnahmen  der Reichsregierung mit Unterstützung eines Darlehens von 160.000 Reichsmark in Eisenbeton errichtet worden war.
Am 30. August 1938 wurde er als Geheimer Regierungsrat, Ministerialrat im Sächsischen Ministerium für Wirtschaft und Arbeit in Dresden zum Vorsitzenden des Aufsichtsrates der Sächsischen Bank gewählt.
Daneben war er 1940 stellvertretender Vorsitzender des Aufsichtsrates der Credit-Anhalt, Abteilung Dresden und der Dresdner Bank. Spätestens 1940 war er zum Ministerialdirektor aufgestiegen.
1940 wurde er Mitglied des Aufsichtsrates der Freitaler Stahl-Industrie GmbH in Freital, daneben gehörte er noch weiteren Aufsichtsräten und Vorständen an.
Georg Florey wohnte noch 1943/44 in Dresden, Blücherstraße 6.

## Schriften (Auswahl)
- Die Verwendungsansprüche des Besitzers nach dem deutschen Bürgerlichen Gesetzbuch, W. Wigand, Leipzig 1904.